# WIR Bank
El Banco WIR, antes Swiss Economic Circle (en alemán: Wirtschaftsring-Genossenschaft), o wir, es un sistema monetario independiente y complementario (moneda local) en Suiza que sirve a las pequeñas y medianas empresas. Solo existe como un sistema de contabilidad.

## Historia
WIR fue fundado en 1934 en Zúrich por los empresarios Werner Zimmermann y Paolo Enz debido a la escasez de divisas tras el colapso de la bolsa en 1929. Tanto Zimmermann como Enz fueron inspirados por el economista alemán Silvio Gesell.
El Banco Wir fue creado en Suiza por la Cooperativa Wir Mutual Aid. La cooperativa "Wirtschaftring" fue fundada por Werner Zimmerman y otras 15 personas en 1934.
La idea surgió de la cooperativa danesa J.A.K., un sistema similar de crédito sin efectivo, que también inició en 1934. Zimmermann y otro socio fundador, Paul Enz, tuvieron la oportunidad de observar este sistema danés durante dos viajes de estudio.
En 1936 se le concedió el estatus de banco. Durante la Gran depresión de 1929, muchas empresas, reacias a invertir su capital, aumentaron la liquidez en los mercados. Con la fundación de la cooperativa wirtschaftring, los pequeños empresarios reaccionaron a esta escasez con una iniciativa de ayuda mutua. Para contrarrestar la acumulación de capital, se creó un sistema monetario complementario, el Wir, basado en las teorías de Silvio Gesell. El valor del wir está vinculado al del franco suizo (1 wir = 1 franco suizo) y la característica más distintiva es la ausencia de interés. Al principio, no sólo las cuentas no devengaban intereses, sino que sufrían pérdidas si se dejaban en pie. El propósito era alentar a los miembros a reinvertir su dinero y mantenerlo en circulación. En 1948 esta cláusula fue abolida, pero la ausencia de intereses persiste.
En 1998 el grupo cambió su nombre por el de Wir Bank y, junto a la actividad bancaria normal, mantiene el sistema wir, que respalda a las pequeñas y medianas empresas. A finales de 2015, el Banco Wir cerró con un balance de unos 5,2 billones de francos, un 12% más que doce meses antes.

## Actividad
El propósito del estatuto es promover a los miembros facilitando el acceso a sus productos o servicios en wir, manteniéndolos en circulación y tratando de aumentar la cantidad de intercambios entre los participantes. El sistema Wir funciona como un circuito de pagos sin dinero en efectivo entre los miembros. Los créditos y débitos en las cuentas de los accionistas se registran en la sede del banco en Basilea. Al igual que los cheques o las cartas de crédito, la tarjeta Wir se utiliza como medio de pago, principalmente en restaurantes y comercios minoristas; los clientes de wir pueden pagar en moneda de wir o en parte en francos o sólo en francos. Desde 2008 también ha funcionado como banca por Internet. La red Wir comprende alrededor de 50.000 pequeñas y medianas empresas de una amplia gama de productos y servicios en Suiza. Además, hay 10.000 empleados de empresas asociadas que tienen una cuenta Wir.
Cada miembro del wir decide el porcentaje de sus intercambios expresado en wir, que debe ser al menos del 30% para los primeros 3.000 francos de intercambios. Los socios potenciales pueden acceder al portal electrónico de wir o a las publicaciones de Wirinfo y wirgastro. Además, cada año se celebran cuatro encuentros nacionales en Lucerna, Berna, Zúrich y Zofingen. El código de reconocimiento internacional del Wir es CHW, el símbolo utilizado por los comercios u oficinas que ofrecen la posibilidad de pagar total o parcialmente en moneda Wir.
Los depósitos de wir se crean a través de los créditos del banco de wir, dejando garantías como en los bancos tradicionales. De este modo, el banco de wir tiene un poder similar al que tiene el banco central suizo para emitir francos suizos. Las cuentas corrientes se abren ya sea porque se comercia en wir o porque se desea un depósito en wir. Las cuentas en Wir no son convertibles en francos suizos. Aunque el valor nominal de la moneda wir sea igual al franco suizo, normalmente el wir se valora y se intercambia a un valor ligeramente inferior al del franco. La dirección del grupo estableció así en 1973 que está prohibido a los miembros intercambiar wir con francos suizos u otras monedas. Los transgresores son castigados con exclusión del circuito Wir y severas multas. El Banco de Wir es extremadamente estricto contra el tráfico de créditos wir, ya que estas prácticas perjudican el sistema basado no en la acumulación de depósitos, sino en el movimiento de dinero y bienes.
Desde 1997, el banco Wir forma parte de los bancos suizos. Los productos y servicios bancarios típicos, como el ahorro y las pensiones, se han incluido en la lista de  servicios de Wir y están abiertos al público en general desde el año 2000. Incluso los particulares fuera del circuito wir pueden acceder a los servicios bancarios ofrecidos por el banco wir. Los depósitos de los clientes son una importante fuente de refinanciación del crédito en francos suizos, poniéndolo a disposición de las empresas del circuito bancario. Los nuevos edificios, las restauraciones y otros proyectos son financiados por el wir en paquetes combinados en francos y dinero wir. Desde 2005, aunque sólo sea en casos especiales, este paquete combinado también se ofrece a particulares.

## Sedes
El Banco WIR tiene las siguientes sedes:
- Basilea: sede principal
- Zúrich: sucursal
- Berna: sucursal
- Lausana: sucursal
- Lugano: sucursal
- Lucerna: sucursal
- San Galo: sucursal
- Coira: agencia
- Sierre: agencia